# 徐才厚
徐 才厚（じょ さいこう、1943年6月 - 2015年3月15日）は中華人民共和国の軍人。総政治部主任、中国共産党中央政治局委員、党中央軍事委員会副主席、国家中央軍事委員会副主席を歴任。最終階級は上将。

## 経歴

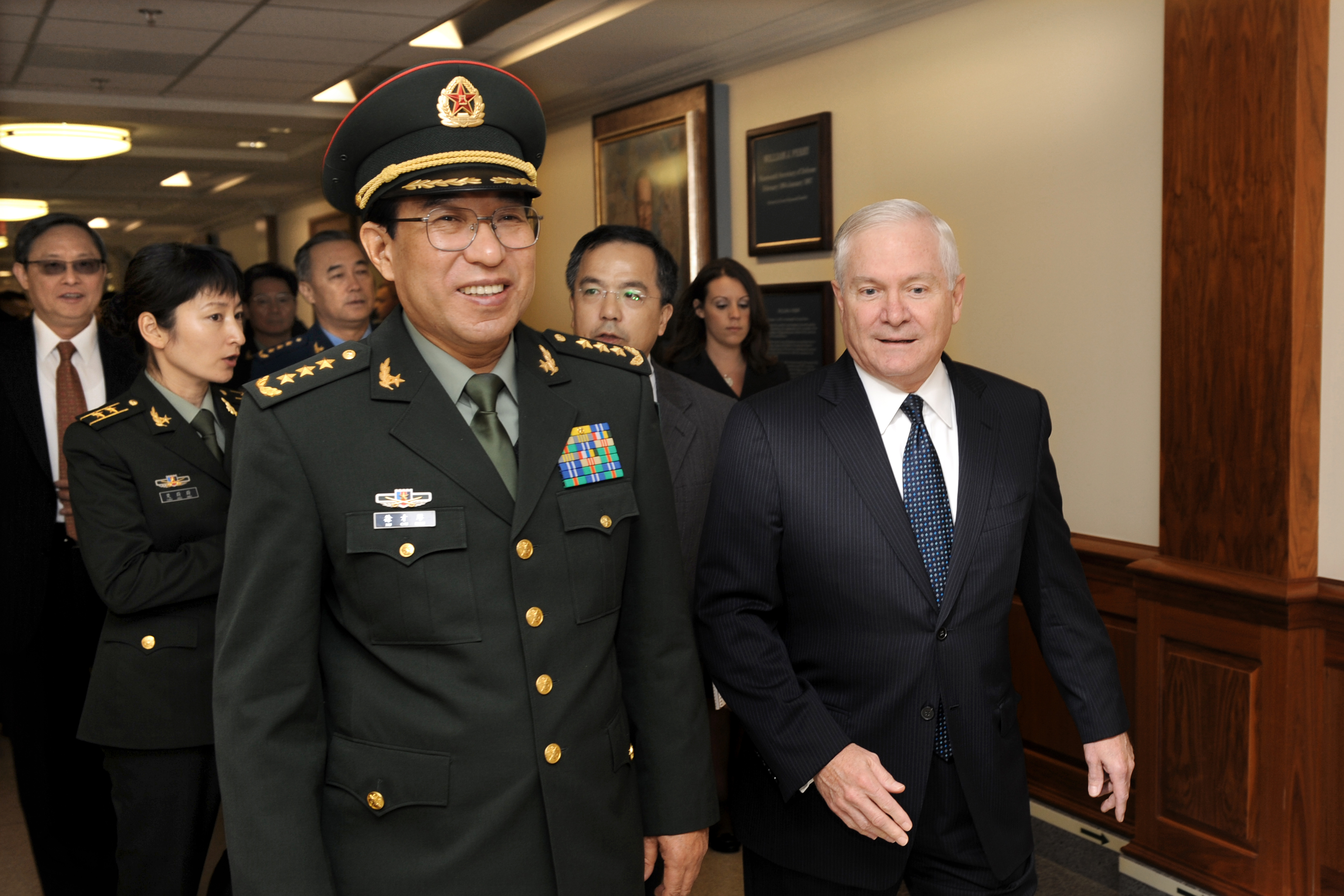
アメリカ合衆国国防長官ロバート・ゲーツ（右）と会談した際の写真

1943年、満洲国時代の奉天省復県に生まれる。1963年8月、人民解放軍に入隊。1963年8月～1968年12月、ハルビン軍事工程学院電子工程系で学ぶ。卒業後、陸軍第39軍の農場で働き、1970年3月、吉林省軍区独立師団第3連隊第2大隊第6中隊に配属。1971年4月、中国共産党に入党。
1971年6月、瀋陽軍区守備第3師団砲兵連隊第1大隊第2中隊副指導員、1972年8月、吉林省軍区政治部幹部、副処長。1980年10月～1982年8月、解放軍政治学院培訓班で学ぶ。1982年8月、吉林省軍区政治部幹部処処長、1983年5月、吉林省軍区政治部副主任。1984年12月～1985年8月、瀋陽軍区政治部群工部部長。以後も政治将校として昇進を続けた。
1985年8月～1990年6月、陸軍第16集団軍政治部主任、1990年6月～1992年11月、第16集団軍政治委員。1990年、少将。1992年～1993年、総政治部主任助理。1993年、中将。1993年～1996年、総政治部副主任兼解放軍報社社長。1996年～1999年、済南軍区政治委員。1997年9月、第15回党大会で党中央委員会委員に選出される。
1999年9月、第15期4中全会において中国共産党中央軍事委員会委員に増補され、総政治部常務副主任に任命。1999年、上将に昇格。同年10月31日、第9期全人代常務委員会第12回会議において中華人民共和国中央軍事委員会委員に増補された。
2002年11月、第16回党大会において党中央委員に再選されるとともに、11月16日の第16期1中全会において党中央軍事委員会委員、党中央書記処書記に選出された。同年11月、総政治部主任に昇進。
2004年9月、総政治部主任を退任。同年9月19日、第16期4中全会において胡錦濤が党中央軍事委員会主席に選出されると、同委員会副主席に就任した。
2007年10月、第17回党大会において党中央委員に再選、中央政治局委員となる。党中央軍事委員会副主席にも再任され、党中央書記処書記を退任。
2012年11月、第18回党大会において党の全役職から退いた。のち収賄の容疑で習近平総書記指導部により訴追された。
膀胱癌が悪化したため北京市内にある人民解放軍附属の病院に入院していたが、2015年3月15日、多臓器不全のため死去。71歳没。

## 事件
2014年6月30日、中国共産党中央政治局の会議で、徐才厚の党籍を剥奪すると習近平総書記が発表した。共産党指導部は徐が収賄行為に関わったと認定し、検察部門による訴追を決めた。中国人民解放軍総後勤部元副部長の谷俊山から多額の賄賂を受け、自宅に金塊や大量の高級酒を所蔵していたという。報道によると、末期の膀胱癌の療養中の徐は3月中旬、北京市内の病院から連行され、妻と娘も同日に拘束された。。
報道によると徐は部下の昇進の基準を賄賂の多寡で決定しており、この「金と階級を交換する」悪習は高級将校から一般の兵士にまで蔓延していた。
また、軍の情報筋によると彼の軍部における権力は歯止めをかけられる者がいないほど強大化しており、ある将校がより高い階級に昇進しようと1000万元の賄賂を贈ったが、同じ階級への昇進を求めた別の将校が2000万元の賄賂を贈ったため、徐は最初の将校との昇進の約束を反故にしたという。
また、2013年、香港で100億香港ドルを資金洗浄しようとした20代の女性は徐の関係者と見られる。香港金融管理局に発見された後、彼女は約半年間収監されたが、2014年3月に徐才厚の娘や人民解放軍駐香港部隊の手助けで、3000万香港ドルの保釈金を払い、中国大陸に潜り抜けたと報じられる。